# Haarzakje

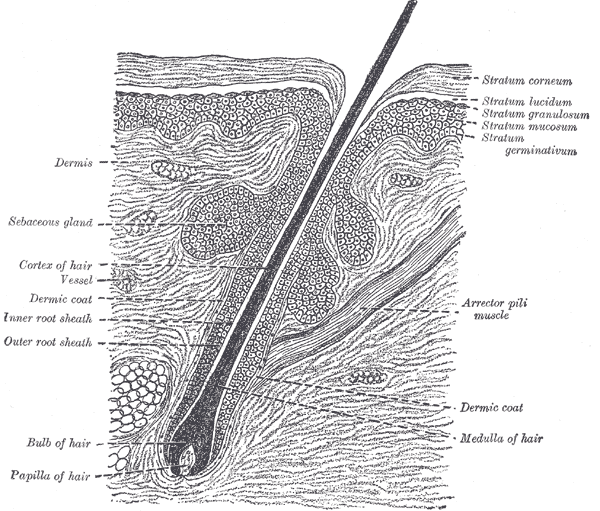
Haarzakje, met talgklier (sebaceous gland) en spiertje (musculus arrector pili)

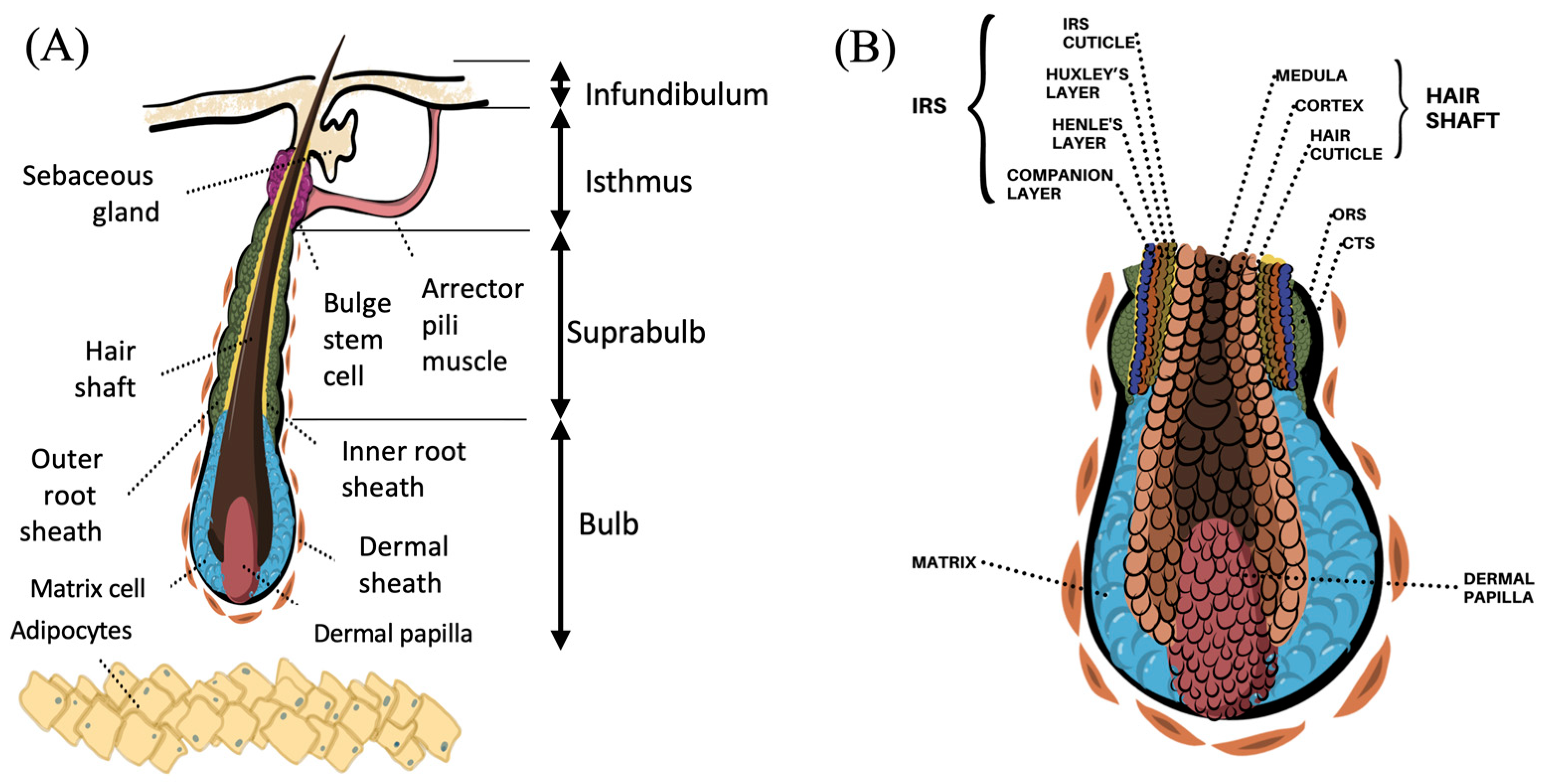
Haarzakje

Een haarzakje of haarfollikel is de functionele eenheid van een haar met omringende structuren. Daartoe behoren de haarpapil met zenuw en verzorgende bloedvaatjes, een talgkliertje en een spiertje waardoor de haar zich op kan richten bijvoorbeeld bij kou (kippenvel).
Haarzakjes worden vrijwel over de hele lichaamshuid teruggevonden met uitzondering van de handpalmen, voetzolen, lippen en oogleden.
Door de verschillende soorten cycli in de haarzakjes ontstaan verschillende haarsoorten. We onderscheiden hoofdhaar, pubisbeharing (pubarche), axillaire beharing (pubonche), wenkbrauwen, wimpers, borstharen, been- en armbeharing en lichte bijna onzichtbare lichaamsbeharing elders.
Kortdurende haarcycli zijn de oorzaak van kortblijvende haren, zoals wimpers en wenkbrauwen. Langerdurende cycli produceren langere haren. Dit betekent ook dat de lengte van de haren beperkt blijft tot de duur van een haarcyclus in een haarzakje. Haren kunnen daarom niet onbeperkt blijven groeien.
De structuur van het haarzakje bepaalt de vorm van de haren. Een gekromd haarzakje vormt tijdens de haarcyclus een draaiing van het haar, hetgeen krul veroorzaakt. Schaamhaar is doorgaans gekrulder dan hoofdhaar en ook raciale verschillen qua haarstructuur worden hierdoor verklaard.
De functie van de haarfollikel is onderhevig aan hormonale schommelingen.
Vlak voor de bevalling ondergaan de haarfollikels voor de lichaamsbeharing een verandering, waarbij ze niet langer vellusbeharing produceren maar overgaan naar de kortere en lichtere beharing. Premature baby's worden wel geboren met deze vellusbeharing.
Tijdens de puberteit zal een deel van de haarfollikels op specifieke plaatsen dikkere en langere haren produceren. Dit proces valt onder de ontwikkeling van de secundaire geslachtskenmerken. Afhankelijk van de geslachtshormonen zal de lichaamsbeharing sterker of minder sterk ontwikkelen.
Na de menopauze ondergaan vrouwen een verandering die neigt naar de mannelijke lichaamsbeharing. De gezichtsbeharing versterkt met bijvoorbeeld het ontstaan van een lichte snorbeharing.
Enkel door het afsterven of vernietigen van het haarzakje zal er geen mogelijkheid meer zijn tot haargroei. Chemotherapie vernietigt enkel de snelvernieuwende binnenste cellaag in het haarzakje, maar laat het zakje zelf intact. De haarcyclus wordt afgebroken waardoor het haar uitvalt, maar de haarvorming zal zich hernemen aangezien de haarfollikel niet vernietigd werd.
Bij het verouderingsproces sterven geleidelijk aan meer haarfollikels af, waardoor kaalheid ontstaat. Mannen zijn onderheviger aan kaalheid dan vrouwen. Toch komen er genetische afwijkingen voor bij vrouwen die een ouderdomskaalheid ontwikkelen vergelijkbaar met die van mannen.
De cycli in de haarfollikels zijn niet gelijklopend. Ze eindigen dus alle op andere momenten, waardoor geleidelijk aan haren verloren worden en weer bijgroeien zonder dat het opvalt. Gemiddeld verliest een persoon zo'n 70 hoofdharen per dag. Na een chemotherapie zijn alle cycli gelijktijdig afgebroken en zal men na het hergroeien een periode kennen waarop een groot deel van de haren gelijktijdig het einde van de haarcyclus bereikt. Op dit punt vallen opnieuw veel haren gelijktijdig uit.
Ongewenste beharing, zoals gezichtsbeharing bij vrouwen of overdadige lichaamsbeharing bij vrouwen kan permanent verwijderd worden door het vernietigen van de haarfollikels door bestraling met een intense warmtebron, dus eigenlijk door verbranding. Deze cosmetische ingreep gebeurt bijvoorbeeld door middel van lasertherapie. De laser richt zich op het pigment van de haar in het follikelzakje en probeert zo gericht mogelijk enkel het follikelzakje te verbranden met een zo minimale verbranding van het omliggende huidweefsel.
Aangezien er altijd een aantal follikelzakjes op het einde van hun cyclus zijn die geen gepigmenteerde haar bevatten, zullen er meerdere opeenvolgende cycli van lasertherapie nodig zijn om alle haarfollikels te treffen op een actief moment.
Bij het verbranden van de huid is de schade aan de haarfollikels onomkeerbaar zoals bij een derdegraads brandwond. Op dergelijke huid zal dus geen haar meer weer teruggroeien.
Huidaanwas (zoals wratten of moedervlekken) met haarfollikels, dus met haren, zijn meestal goedaardig.